# Eparchie livenská
Eparchie Livny je eparchie ruské pravoslavné církve nacházející se v Rusku.

## Území a titul biskupa
Zahrnuje správní hranice území Věrchovského, Glazunovského, Dolžanského, Zalegoščenského, Kolpňanského, Korsakovského, Krasnozorenského, Livenského, Maloarchangelského, Novoděreveňkovského, Novosilského, Pokrovského a Sverdlovského rajónu Orelské oblasti.
Eparchiálnímu biskupovi náleží titul biskup livenský a maloarchangelský.

## Historie
Roku 1765 se město Livny přesunulo z jurisdikce krutické eparchie pod voroněžskou eparchii. Dne 17. května 1788 byla zřízena eparchie orelská a územně správní členění města se přesunulo pod jurisdikci této eparchie.
Dne 25. srpna 1906 byl v rámci orelské eparchie zřízen Nejsvětějším synodem jelecký vikariát a 27. března 1918 vydal synod dekret aby sídlem biskupa byl Jelecký Trojický monastýr a vikarijní biskup získal právo spravovat Jelecký a Livenský ujezd.
Je známo že od 22. listopadu 1934 do 9. února 1935 nosil titul biskupa livenského Sergij (Kuminskij), který však správu vikariátu nikdy nepřevzal. Jiní biskupové s tímto titulem pravděpodobně neexistovali.
Dne 25. července 2014 byla rozhodnutím Svatého synodu zřízena samostatná livenská eparchie a to oddělením území z orelské eparchie. Stala se součástí nově vzniklé orelské metropole.
Prvním eparchiálním biskupem se stal archimandrita Nektarij (Selezňov), duchovní orelské eparchie.

## Seznam biskupů
- 1934–1935 Sergij (Kuminskij)
- od 2014 Nektarij (Selezňov)